# Kajetán Matoušek

Wappen Kajetán Matoušek Titularbischof von Serigne und Weihbischof in Prag (1949–1992)

Kajetán Emilián Matoušek (* 7. August 1910; † 21. Oktober 1994 in Prag) war Weihbischof in Prag.

## Leben
Am 22. Dezember 1934 zum Priester geweiht, am 29. August 1949 zum Titularbischof von Serigene ernannt, war Kajetan Matousek über vierzig Jahre Weihbischof in Prag, durfte aber seine bischöfliche Tätigkeit nur weniger als fünf Jahre ausüben.
Aufgrund der Zuspitzung der Lage und der Ungewissheit der Zukunft im Land erteilte der Heilige Stuhl den Bischöfen in der Tschechoslowakei geheime Vollmachten. Unter anderem gab es auch Bischofsweihen, die die tschechischen Bischöfe im Geheimen vornahmen.
So wurde Kajetán Matoušek am 17. September 1949 von Weihbischof Antonin Eltschkner in Prag zum Bischof geweiht.
Am 14. Oktober 1949 weihte Erzbischof Josef Karel Matocha in Olmütz František Tomášek zum Bischof. Es folgten am 25. März 1950 in Prag, durch den Bischof Štěpán Trochta von Leitmeritz, die Weihe von Ladislav Hlad und am 30. April 1950 in Königgrätz, durch Bischof Mořic Pícha, die Weihe von Karel Otčenášek zum Weihbischof in Königgrätz. Durch Übertragungen von Kompetenzen auf die Geheimbischöfe und auf Dechanten traf man Vorbereitungen für eine Untergrundkirche.
Am 26. Juli 1968, während des „Prager Frühlings“, wählte ihn die Konferenz der Tschechischen katholischen Caritas zu ihrem Vorsitzenden. Der Einmarsch der sowjetischen Truppen in der Tschechoslowakei im August 1968 beendete aber sein öffentliches Auftreten.
Die Ernennung Bischof Matoušeks wurde nie vom tschechischen Staat anerkannt, er durfte aber als Priester in der Seelsorge arbeiten. Erst nach dem Ende der kommunistischen Ära in den späten 1980er Jahren durfte er auch als Bischof öffentlich auftreten.
Er lebte und arbeitete bis zu seinem Tod in der Pfarrei St. Adalbert in Prag. Sein letzter öffentlicher Auftritt war die Teilnahme an den Feierlichkeiten anlässlich der Tausendjahrfeier des Dorfes Kunice und die Einweihung der Kirche St. Maria Magdalena in Prag. Am 5. Juni 1992 emeritiert, verstarb er am 21. Oktober 1994.